# 阿卡基河
阿卡基河是埃塞俄比亞的河流，位於該國中部，屬於阿瓦什河的右支流，該河的濕地是二萬多種水鳥的棲息地，是首都亞的斯亞貝巴的廢物處理場。